# Parascaris equorum
Espèce
Parascaris equorum est une espèce de nématodes infectant le cheval. Il est désigné par le nom Ascaris megalocephala dans la littérature scientifique du XIXe et du début du XXe siècle. Il est couramment désigné par le terme Ascaris chez les éleveurs de chevaux. C'est un ver rond parasite spécifique des espèces Cheval, Âne et Zèbre. Il ne peut pas infecter l'homme ni d'autres animaux. Présent dans le monde entier, c'est un des parasites du cheval dont il est le plus difficile de se débarrasser.
C'est en étudiant la reproduction de ce nématode qu'Edouard Van Beneden a découvert en 1883 les deux phases de la méiose et que Theodor Boveri a jeté les bases de la théorie chromosomique de l'hérédité au début du XXe siècle.

## Cycle de vie
P. equorum est un ver rond blanchâtre, sexuellement dimorphique. Les femelles sont plus longues (jusqu'à 38 cm) que les mâles (15 à 30 cm). L'accouplement se produit dans l'intestin des équidés. La femelle est capable de pondre 170 000 œufs par jour, soit 60 millions d'œufs par an. Les œufs ont 90 à 100 micromètres de diamètre et sont protégés par une épaisse enveloppe composée de plusieurs couches, ce qui les rend extrêmement résistants aux agressions chimiques, thermiques (viabilité maintenue entre 10 et 50 °C) ou mécaniques. Ils sont expulsés dans les fèces et sont capables d'adhérer à n'importe quelle surface. Dans les prés, ils collent à l'herbe qui est ensuite consommée par les animaux, contribuant ainsi à la diffusion du parasite.
Le cycle de vie est d'environ 3 mois. Des œufs avalés contiennent des larves L1 qui muent en larves L2 (15 micromètres de diamètre sur 300 micromètres de longueur)dans l'intestin grêle. Les œufs éclosent et libèrent les larves qui migrent à travers la paroi intestinale vers les vaisseaux sanguins. Commence alors une migration qui conduit certaines larves dans le foie et d'autres les poumons. Elles resteraient huit jours environ dans les capillaires pulmonaires où elles muent en larves L3 mesurant environ 430 micromètres. Elles entrent dans les alvéoles pulmonaires où elles muent en larves L4 mesurant 1,3 micromètre. Le passage de l'intestin aux poumons durent 15 à 17 jours et laisse des lésions aux organes traversés. À ce stade, elles remontent par la trachée jusqu'au pharynx et sont avalées. Les larves de 2 mm deviennent, en quelques semaines dans l'intestin, des vers adultes de 20 cm capables de se reproduire. Le développement complet, de l'œuf à l'adulte reproducteur, peut prendre 79 à 110 jours. Il se nourrit du milieu nutritif intestinal constitué des aliments prédigérés de leur hôte. P. equorum continue à croître par la suite et sa longévité est estimée à 15 mois environ.

## Signes cliniques d'infection
La croissance et la vigueur des jeunes chevaux peuvent être entravées. Ils deviennent léthargiques. Ils manifestent des problèmes respiratoires et peuvent avoir de la fièvre. Les chevaux peuvent tousser et éternuer pendant la phase d'infection pulmonaire. Les antibiotiques sont totalement inopérants puisqu'il ne s'agit pas d'une infection bactérienne. Le foie et les poumons peuvent être blessés pendant la migration du parasite. Une infection sévère par plusieurs vers peut provoquer des coliques et un blocage du transit intestinal. Il arrive aussi que le traitement de déparasitage provoque aussi un blocage intestinal dû aux parasites morts ou mourants. Pour cette raison, en cas d'infection importante, il est parfois choisi de traiter en plusieurs fois avec des doses plus faibles.
Le diagnostic de l'infection repose sur l'examen au microscope des fèces à la recherche d'œufs. Une limite de cette méthode est qu'elle ne détecte que la présence de femelles adultes capables de pondre. Les formes larvaires sont difficiles à détecter et les tests disponibles ne sont pas sûrs.

## Traitement
Les jeunes chevaux jusqu'à l'âge de 2 ans sont particulièrement susceptibles d'être infectés. Les adultes sont plus réfractaires. P. equorum est un des rares parasites contre lequel l'hôte peut développer une immunité.
Le traitement contre le parasite peut être administré aux poulains de 4 à 8 semaines et est répété tous les 60 jours. Une rotation des médicaments anthelminthiques est recommandée. Trois types de traitements sont proposés:
- Les lactones macrocycliques qui se répartissent en deux groupes: les avermectines et les milbémycines. Dans le premier groupe on trouve notamment l'invermectine, la doramectine, l'éprinomectine ou l'abamectine. Dans le second groupe on trouve la némamectine et la moxidectine. Ces drogues agissent sur les récepteurs GABA des nématodes et des arthropodes mais peu sur ceux des mammifères. Elles inhibent la contraction musculaire, provoquent une réduction de l'activité motrice puis une paralysie permanente. À faible concentration, elles tuent les larves avant qu'elles ne migrent vers le foie ou le poumon.
- les benzimidazoles comme le fenbendazole et le mébendazole. Ces molécules empêchent la polymérisation de la tubuline et interfèrent donc avec de nombreuses fonctions impliquant les microtubules. Les benzimidazoles ont plus d'affinité pour la tubuline des nématodes que pour celles des mammifères, ce qui  explique leur toxicité sélective. Ils inhibent aussi plusieurs enzymes du métabolisme. Il a été observé le développement d'une résistance à ces anthelminthes[3].
- Les tétrahydropyrimidines. Le pyrantel pamoate, tartrate ou embonate peut être administré en doses quotidiennes pour tuer les larves[3]. Le pyrantel se fixe sur les récepteurs nicotiniques de l'acétylcholine et provoque la paralysie des nématodes.
- Avant le développement de ces médicaments, dans les années 1950 et 1960, on traitait avec la pipérazine, ou des organophosphorés comme le trichlorfon.

## Prévention
On a montré qu'enlever les déjections des pâtures et des écuries permet de réduire l'infection des chevaux. Faire une rotation des pâtures, en mettant d'autres animaux que des chevaux, permet aussi de diminuer les risques d'infection.